# Senillé-Saint-Sauveur
Senillé-Saint-Sauveur – gmina we Francji, w regionie Nowa Akwitania, w departamencie Vienne. W 2013 roku liczba ludności wynosiła 1818 mieszkańców. 
Gmina została utworzona 1 stycznia 2016 roku z połączenia dwóch ówczesnych gmin: Saint-Sauveur oraz Senillé. Siedzibą gminy została miejscowość Saint-Sauveur.